# John Logan
John David Logan (n. 24 septembrie 1961, San Diego, California, SUA) este un dramaturg american, scenarist, producător de film și producător de televiziune. A fost nominalizat de trei ori la premiile Oscar; de două ori pentru cel mai bun scenariu original pentru filmele Gladiator (2000) și Aviatorul (2004) și o dată pentru cel mai bun scenariu adaptat pentru filmul  Hugo (2011).

## Viața personală
Logan s-a născut la Chicago la 24 septembrie 1961. Părinții săi au emigrat în Statele Unite din Irlanda de Nord prin Canada. Cel mai mic dintre cei trei copii, mai are un frate și o soră mai mari. A studiat la Universitatea din Northwestern, pe care a absolvit-o în 1983. 

## Carieră
Logan a fost un dramaturg de succes în Chicago mai mulți ani înainte de a trece la scenarii de film. Prima sa piesă, „Never the Sinner - Niciodată păcătosul”, spune povestea criminalilor Leopold și Loeb. Piesele sale ulterioare de teatru sunt Hauptmann despre răpirea fiului lui Lindberg și Riverview, o melodramă muzicală care are loc în celebrul parc de distracții Riverview Park din Chicago.
Piesa lui „Red - Roșu” despre artistul Mark Rothko, pusă în scenă la Teatrul Donmar Warehouse din Londra în decembrie 2009 și pe Broadway, și a primit șase premii Tony.
Logan a scris scenariile pentru filmele Any Given Sunday - În fiecare duminică și RKO 281 - Proiectul 281. În 2001, împreună cu David Franzoni și William Nicholson, a fost nominalizat la premiul Oscar pentru cel mai bun scenariu original pentru filmul Gladiator. În 2005 a avut o altă nominalizare la Oscar, de data aceasta pentru scenariul filmului Aviatorul regizat de Martin Scorsese cu Leonardo DiCaprio în rolul principal. Alte filme bine cunoscute, pentru care a scris scenariul sunt Star Trek: Nemesis, Time Machine, Ultimul Samurai și filmul muzical al lui Tim Burton Sweeney Todd: Bărbierul diabolic din Fleet Street.
Ultimele filme la care Logan a lucrat ca scenarist sunt desenul animat Rango regizat de Gore Verbinsky, în care rolul principal de voce a fost jucat de Johnny Depp, adaptarea filmului după tragedia lui Shakespeare Coriolanus regizată și cu Ralph Fiennes, ecranizarea cărții Invenția lui Hugo Cabre, regizată de Martin Scorsese și al 23-lea film despre James Bond, 007: Coordonate" Skayfoll, împreună cu Neil Porvisom și Robert Wade.

## Filmografie
| An   | Titlu                                          | Scenarist | Producător | Regizat de                  | Note |
| ---- | ---------------------------------------------- | --------- | ---------- | --------------------------- | --- |
| 1999 | Bats                                           | Da        | Da         | Louis Morneau               | |
| 1999 | Any Given Sunday                               | Da        | Nu         | Oliver Stone                | |
| 2000 | Gladiator                                      | Da        | Nu         | Ridley Scott                | Nominalizare - Academy Award for Best Original Screenplay Nominalizare - BAFTA Award for Best Original Screenplay Nominalizare - Las Vegas Film Critics Society Awards for Best Original Screenplay |
| 2002 | The Time Machine                               | Da        | Da         | Simon Wells                 | |
| 2002 | Star Trek: Nemesis                             | Da        | Nu         | Stuart Baird                | |
| 2003 | Sinbad: Legend of the Seven Seas               | Da        | Nu         | Tim Johnson Patrick Gilmore | |
| 2003 | The Last Samurai                               | Da        | Nu         | Edward Zwick                | |
| 2004 | The Aviator                                    | Da        | Nu         | Martin Scorsese             | Nominalizare - Academy Award for Best Original Screenplay Nominalizare - BAFTA Award for Best Original Screenplay Nominalizare - Broadcast Film Critics Association for Best Writer Nominalizare - Golden Globe Award for Best Screenplay Nominalizare - Satellite Award for Best Original Screenplay Nominalizare - Writers Guild of America Award for Best Original Screenplay |
| 2007 | Sweeney Todd: The Demon Barber of Fleet Street | Da        | Da         | Tim Burton                  | Golden Globe Award for Best Motion Picture – Musical or Comedy |
| 2011 | Rango                                          | Da        | Nu         | Gore Verbinski              | Annie Award for Writing in a Feature Production |
| 2011 | Coriolanus                                     | Da        | Da         | Ralph Fiennes               | |
| 2011 | Hugo                                           | Da        | Nu         | Martin Scorsese             | Nominalizare - Academy Award for Best Adapted Screenplay Nominalizare - Alliance of Women Film Journalists for Best Adapted Screenplay Nominalizare - Broadcast Film Critics Association for Best Adapted Screenplay Nominalizare - Chicago Film Critics Association for Best Adapted Screenplay Nominalizare - Phoenix Film Critics Society for Best Adapted Screenplay Nominalizare - San Diego Film Critics Society Award for Best Adapted Screenplay Nominalizare - WAFCA for Best Adapted Screenplay Nominalizare - Writers Guild of America Award for Best Adapted Screenplay |
| 2012 | Skyfall                                        | Da        | Nu         | Sam Mendes                  | |
| 2015 | Spectre                                        | Da        | Nu         | Sam Mendes                  | |
| 2016 | Genius                                         | Da        | Da         | Michael Grandage            | |
| 2017 | Alien: Covenant                                | Da        | Nu         | Ridley Scott                | |

### Televiziune
| An        | Titlu                          | Scenarist | Producător | Note    |
| --------- | ------------------------------ | --------- | ---------- | ------- |
| 1996      | Tornado!                       | Da        | Nu         | Film TV |
| 1999      | RKO 281                        | Da        | Nu         | Film TV |
| 2014-2016 | Penny Dreadful                 | Da        | Da         | Creator |
| 2019-     | Penny Dreadful: City of Angels | Da        | Da         | Creator |

## Piese de teatru
- Never the Sinner (1985)
- Hauptmann (1991)
- Riverview (1992)
- Red (2009)
- Peter and Alice (2013)
- I'll Eat You Last: A Chat with Sue Mengers (2013)
- The Last Ship (2014)
- Moulin Rouge! (2018)
- Superhero (2019)

## Premii și nominalizări
- Nominalizare, 2011 – Academy Award pentru Best Adapted Screenplay, pentru Hugo
- Câștigător, 2010 – Tony Award Best Play, pentru Red.
- Câștigător, 2008 – Golden Globe Award Best Motion Picture – Musical or Comedy, pentru Sweeney Todd: The Demon Barber of Fleet Street
- Câștigător, 1999 – Writers Guild of America Best TV Adapted Writing, pentru RKO 281
- Nominalizare, 2004 – Academy Award pentru Best Original Screenplay, pentru The Aviator.
- Nominalizare, 2004 – BAFTA Award for Best Original Screenplay, pentru The Aviator
- Nominalizare, 2004 – Writers Guild of America Best Original Screenplay, pentru The Aviator
- Nominalizare, 2000 – Academy Award pentru  Best Original Screenplay, pentru Gladiator.
- Nominalizare, 2000 – BAFTA Award for Best Original Screenplay, pentru Gladiator
- Nominalizare, 1999 – Primetime Emmy Award pentru Outstanding Writing for a Mini-Series or Movie, pentru RKO 281

## Legături externe
- John Logan la Internet Movie Database
- 2008 Interview with John Logan via the Internet Archive